# Westshore
Westshore est une banlieue de la côte nord de la cité de Napier située dans la région de Hawke's Bay, dans l’Île du Nord de la Nouvelle-Zélande.

## Situation
La localité de Westshore est située sur la côte nord de la cité de Napier et donc sur les berges de la baie de Hawke (en).
Le séisme de Hawke's Bay de 1931 a rehaussé les terres, qui étaient initialement sous l’eau, au niveau du lagon d’Ahuriri (en), et transformé la berge de galets, autrefois dangereuse en une plage de sable sure.

## Histoire
Les premiers colons européens construisirent des maisons dans le secteur de Westshore en 1850, quand ce n’était guère plus qu’une langue de sable.
Avant le séisme de Hawke's Bay de 1931, Westshore était déjà un établissement de bord de mer populaire, un spot de voile réputé de longue date et avec des activités de nautisme multiples.
En 1931, le tremblement de terre frappa Napier, entraînant le réhaussement puis la mise en valeur du lagon d’Ahuriri.
Le tremblement de terre a rehaussé les terrains côtiers autour de la ville de Napier d’environ deux mètres et permis à la zone de Westshore de s’étendre comme une banlieue, partant d’une pointe étroite de galets, qui était la seule terre disponible avant le tremblement de terre.
La construction de maison au niveau de Westshore a augmenté et il y a aussi de nombreux motels dans cette banlieue.
La mise en valeur des terres a aussi compris les terrains sur lesquels fut construit l'aéroport de Hawke's Bay (en).
Celui-ci transforma cette zone, auparavant dangereuse et constituée d’un bord de mer en galets en une plage de sable, sure et apte à la baignade.
Contrairement à la plage de galets raide du rivage de « Marine Paradee », Westshore est l’une des plages préférées pour la natation de Napier.
Les activités de loisirs populaires au niveau de la plage de Westshore comprennent en effet la natation, les pique-niques et les bains de soleil.
Les projets tels que le fait de rendre plus beau l’aménagement paysagier ainsi que d’autres améliorations ont aidé à faire de Westshore l’une des plus populaires plages de Napier.

## Installations
Le « Napier Swimming and Lifesaving Club » est parmi les premiers centres de secours pour le surf, qui furent actifs en Nouvelle-Zélande, commençant à fonctionner dès les années 1910.
En octobre 1958, la nouvelle section de Surf du « Napier Swimming and Lifesaving Club » commença à faire des patrouilles au niveau de la plage de « Westshore Beach » , ce qui, avec l’amélioration des accès, en a fait la plage préférée pour la natation du public de Napier.
Encore actuellement, la plage de Westshore est patrouillée par des sauveteurs de surf durant les mois d’été.
Les membres de cette nouvelle section voulurent former leur propre club, et le 28 octobre 1959, le « Westshore Surf Lifesaving Club » fut constitué.
Le Club fonctionne dans un bâtiment de deux étages abritant les salles du club, qui ouvrit aussi en 1963, près du front de mer.

## Éducation
L’école de « Westshore School » est une école primaire localisée dans Westshore et accueillant les nouveaux entrants à partir de l’âge de six ans, avec un effectif de 125 élèves en mars 2020.